# Oenanthe deserti
La monachella del deserto (Oenanthe deserti (Temminck, 1825)) è un uccello della famiglia Muscicapidae, diffuso in Europa, Nord Africa e Asia.